# ザモリン

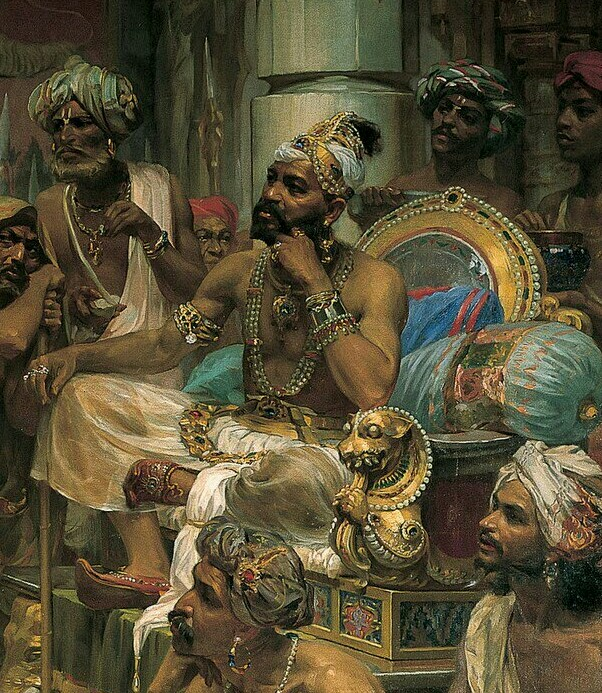
ザモリン

ザモリン（Zamorin）は、南インド、ケララ地方のカリカット（コーリコード）を中心にマラバール海岸を支配したヒンドゥー領主の称号。現地ではサームーティリ（സാമൂതിരി， Samoothiri）と呼ばれた。ザモリンの名は「海の王」を意味するその訛りとされる。

## 歴史
カリカットは古くからアラブ人との交易があり、7世紀の北インドにはウマイヤ朝などムスリム勢力が侵入してきたのに対し、南インドにはムスリム商人が交易目的で訪れた。
カリカットにはアラブ人の集落がつくられ、イラン人やアラブ人のムスリム商人は現地のインド人と婚姻し、マラバール地方ではマーピラと呼ばれるムスリムのカーストが形成された。このマーピラはマラバール地方の人口の20パーセントを占めたとされ、北インドの王朝が騎馬戦術を用いるようになると、南インドの王朝もそれに対抗するため馬を輸入するようになり、マーピラはアラビア海における馬貿易で活躍し、カリカットは繁栄した。15世紀のインド洋交易を支えていたのは、アラブやペルシアの商人とインドの商人であった。
一方、カリカットはザモリンと呼ばれるヒンドゥー領主が支配するようになり、ザモリンは強力な軍事力をもって、コーチン王国、ヴェーナードとならんでマラバール地方を支配した。歴代のザモリンは交易を奨励し、アラビア商人やグジャラート商人、マーピラやキリスト教徒、ユダヤ教徒が活躍し、カリカットは交易の中心となり、莫大な関税収入でますます栄えた。また、マラバール地方は胡椒などの特産地であり、カリカットから輸出されたそれらはインド洋のみならず、地中海方面にも輸出された。

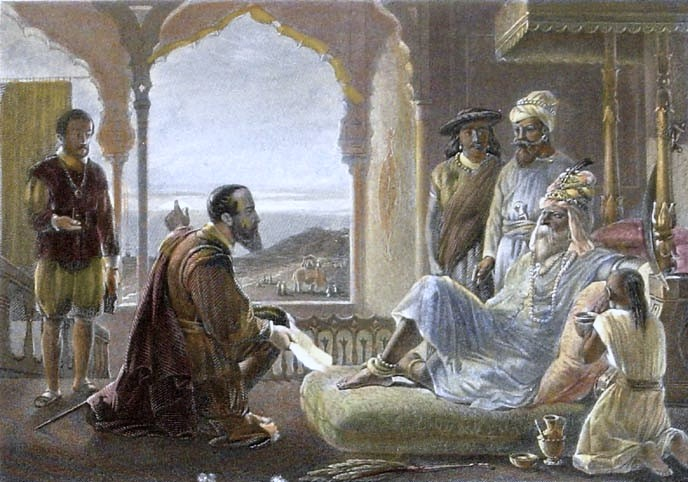
ザモリンと面会するヴァスコ・ダ・ガマ

1498年5月、ポルトガルの旅行者ヴァスコ・ダ・ガマがカリカットに来航した。ザモリンに面会したが貢物が少なかったことから冷遇され、同年8月ポルトガルに帰国した。しかし、ポルトガルはインド航路開拓により、カリカットがインドにおける貿易の中心地であるとわかり、胡椒などの貿易独占をもくろんで、以降ザモリンと敵対するようになった。
無論、ポルトガルのインド洋交易の支配を目指す進出は現地勢力との対立を招き、1500年12月にはザモリンとのあいだに衝突が起こっている。ポルトガルは1502年に再びヴァスコ・ダ・ガマを派遣し、カリカットとコーチンに報復攻撃を行いコーチン王国と講和し、1503年帰国した。
しかし、ザモリンはコーチン王国とかねてから不仲であり、同年3月にコーチンを55000の兵で包囲したが、攻め落とすことができず一連の戦いで兵5000を失い、8月に退却した（第1次コーチン攻防戦）。1504年3月にザモリンは兵54000～89000をもって再びコーチンを攻めたが、兵19000を失う大打撃を受け、7月に退却した（第2次コーチン攻防戦）。
これらの戦いにより、ザモリンは単独で戦うのは不利と考えるようになり、ポルトガルと敵対する勢力もまた徐々に結集するようになった。こうして、1509年2月3日にザモリン、グジャラート・スルターン朝の総督であるディーウ島の領主、エジプトのマムルーク朝の連合艦隊と、ポルトガルのインド総督ロウレンソ・デ・アルメイダ率いるポルトガル艦隊がディーウ沖で激突した（ディーウ沖の海戦）。連合軍は圧倒的な艦隊を保持していたにもかかわらず、ポルトガルの巧みな戦術に敗北し、ポルトガルは紅海、アラビア海などインド洋の支配権を獲得した。
1511年、ポルトガルはカリカットに新たに港を開港し、1513年にはアルメイダによりカリカット要塞が建設された。だが、1526年にザモリンはカリカット要塞を奪い、ポルトガルはカリカットから撤退し、その実権はザモリンのもとに戻った。その後、オランダ勢力が進出すると、ザモリンはオランダと結んだコーチン王国との戦いに戻り、17～18世紀を通して戦い続けた。
しかし、1766年2月にマイソールの支配者ハイダル・アリーがマラバール地方を侵略し、歩兵12000、騎兵4000でカリカットを陥落させ、町は破壊された。
1774年1月19日、ハイダル・アリーの再侵略により、ザモリンは事実上滅んだ。

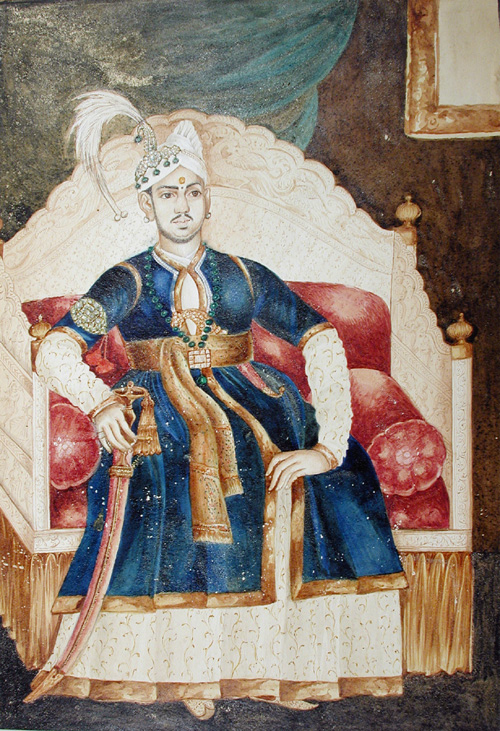
19世紀のザモリン（1828年頃）

1792年、第三次マイソール戦争に負けたマイソール王ティプー・スルターンがシュリーランガパトナ条約を結び、トラヴァンコール王国、コーチン王国を除くケララ地方を割譲すると、カリカットはイギリスの領土となった。ザモリンはイギリスに藩王として扱われず、カリカットにおける政治権力を失ったが、マラバール地方における最大の地主となった。
1931年から1932年にかけて、ケララのインド国民議会派はグルヴァユール寺院を不可触賤民に開放する非暴力運動（グルヴァユール・サティヤーグラハ）を組織したが、この寺院の庇護者であったザモリンが拒否したため運動は挫折した。
しかし、現在のコーリコード（カリカットから改称）にはザモリンのかつての栄光をしめす建造物などはほとんど残っていない。